# 宇喜多能家
宇喜多 能家（うきた よしいえ）は、戦国時代の武将。浦上氏の家臣。宇喜多久家の子。備前国豊原荘砥石城主。赤松氏の下で守護代を務めていた浦上則宗、村宗に仕えた。智勇に優れた人物で、則宗らからの信任が厚かった。宇喜多氏は、備前豊原荘や西大寺に権益を持つ商人的性格の強い一土豪に過ぎなかったが、能家の活躍で中央にも名が知られる存在となった。

## 生涯
備前国の武将・宇喜多久家の子として誕生。明応5年（1496年）頃に、父・久家が宇喜多氏の代表として部下に宛てた書状などが存在しているが、明応8年（1499年）には既に宇喜多の代表は能家に代わっているため、家督相続はこの頃のことと推測される。当時、守護赤松氏に属する浦上氏と将軍直属の奉公衆である松田氏は残存する山名氏の影響力もあって備前国内で勢力を争っていたが、画像賛によれば、明応六年の伊福郷を巡る争い、文亀二年の矢津、同三年の牧石原での戦などで能家は戦功を上げるようになる。
同時期、明応5年の赤松政則の死により後継者を巡って家中は三分し、浦上氏も各派に分かれ、明応8年（1499年）には浦上則宗と浦上村国とが合戦に及んだ。則宗は戦いに敗れ白旗城に篭城したが、村国の包囲で落城寸前になり、一族のものまでが則宗を見捨てて落ちのびようとするにいたった。この時、能家が義を説き、励ましたことで城兵は奮戦し、やがて村国は兵を引き揚げた。文亀2年（1502年）冬、能家は浦上軍の総大将として松田勢との戦に赴き、吉井川を越えた宍甘村付近で自ら敵将・有松右京進を討ち取るなどの奮戦をした。文亀3年（1503年）、能家は浦上勢と共に吉井川を渡り、松田勢と雌雄を決すべく上道郡に進入した。松田元勝も自ら兵を率い御野郡笠井山に陣を定め、旭川の牧石の河原で両軍は激突した。松田勢は山から軍を駆けおろして浦上勢を包囲する形となったが、これを見た能家は宇喜多全軍を率いて旭川をわたり救援に向かった。能家は兜に矢をうけ槍で突かれながらも奮戦し、乱戦を制して松田勢を敗走させた。
則宗の跡を継いだ村宗は、讒言などもあり出仕を停止させられて赤松義村と不和となり、永正15年（1518年）には居城の三石城に退去した。義村自ら兵を率い三石城へ侵攻すると、城中は動揺し多くの逃亡者を出したが、将兵の信頼を得ていた能家の活躍により赤松勢の猛攻に耐え、やがて船坂峠の戦いでこれを敗走させた。
永正17年（1520年）、赤松義村は再度兵をおこし、三石城には浦上村国を、美作国東部を攻略すべく小寺則職を向かわせた。東美作で赤松勢は浦上勢を圧倒したが、能家は踏みとどまった少数の兵を率いて朝駆けを行うなど、離散した兵を糾合し赤松勢と対峙した。さらに村宗は小寺氏の家臣を寝返らせることに成功し、これをもって東美作の赤松勢を敗走させた。これらの度重なる敗北により義村の権威は失墜し、逆に村宗の勢力は拡大した。遂には播磨国に侵入して西播磨一帯を制圧し、義村を隠居させ幽閉し、大永元年（1521年）に殺害した。ここに浦上氏の下剋上となったのである。
大永3年（1523年）、義村の子・赤松政村（晴政）を擁立した浦上村国と小寺則職を討つため、浦上村宗は播磨に出兵した。この戦いで、先陣を務めた能家の次男・四郎が村国の策略にあって討死すると、それを知った能家は自ら死地を求めて敵陣に突撃奮戦し、結果的に浦上軍に勝利をもたらした。この能家の奮戦を伝え聞いた室町幕府管領・細川高国は、名馬一頭と名のある釜を贈ったと伝えている。大永4年（1524年）に家督を子の興家に譲って出家した（法名常玖）。
享禄4年（1531年）に高国と主君・村宗が細川晴元と三好元長の連合軍に敗れて両者とも死去する（大物崩れ）と、それを機に砥石城で隠居したとされる（1524年に家督を譲ったと同時に隠居したとする文献も）。天文3年（1534年）頃、村宗を排除した赤松晴政の勢力により砥石城にて殺害されたという。江戸時代の説話で「島村盛貫による奇襲を受けた」とされていたが、島村氏の元服前の若党が興家を殺害する事件があっただけで、史実ではない。宇喜多氏の家督は、大和守（浮田国定）系に移った。
ただし、近年発見された文書によれば、天文10年〜同12年（1541年〜1543年）に、山科言継が山科家領の年貢催促を晴政（赤松晴政あるいは中山晴政）と宇喜多和泉守に依頼している。この文書によって、同時期まで能家が生きていた、あるいは能家の後継者の宇喜多和泉守が後継者として活躍していたことが確認でき、同時に大和守興家の宇喜多家継承や能家との親子関係も疑問視されるようになった。
なお、大永4年（1524年）に京都南禅寺の僧・九峰宗成に描かせた能家の肖像画が岡山県立博物館に所蔵されており、国の重要文化財に指定されている。